# 하워드 로스

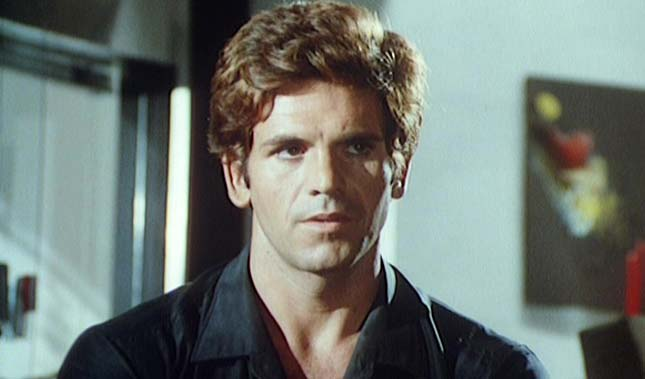

하워드 로스(Howard Ross, 1941년 1월 10일 ~ )는 이탈리아의 배우, 각본가, 영화배우이다.
로마에서 태어났다.

## 영화
- 사파리 (1991년)
- 뉴 글레디에이터스 (1984년) - 레이븐 역
- 뉴욕 리퍼 (1982년)
- 수녀원 벽 위에서 (1978년)
- 울프맨 (1976년)
- 국경선 모텔 (1973년)
- 로마 제국의 최후 (1973년)
- 마드리드의 악몽 (1972년)
- 8월의 달을 위한 다섯 인형들 (1970년)
- 체 게바라 (1968년)
- 데저트 코만도 (1967년)
- 더티 히어로즈 (1967년)
- 네브라스카의 링고 (1966년)